# Gran Premio de Australia de Motociclismo de 2024
El Gran Premio de Australia de Motociclismo de 2024 (oficialmente: Qatar Airways Australian Motorcycle Grand Prix) fue la decimoséptima prueba del Campeonato del Mundo de Motociclismo de 2024. Tuvo lugar en el fin de semana del 18 al 20 de octubre de 2024 en el Circuito de Phillip Island que está situado en la isla de Phillip Island, Estado de Victoria, en Australia.
La carrera al sprint de MotoGP fue ganada por Jorge Martín, seguido de  Marc Márquez y Enea Bastianini.
La carrera de MotoGP fue ganada por Marc Márquez, seguido de Jorge Martín y Francesco Bagnaia. Fermín Aldeguer fue el ganador de la prueba de Moto2, por delante de Arón Canet y Senna Agius. La carrera de Moto3 fue ganada por David Alonso, Daniel Holgado fue segundo y Adrián Fernández tercero.

## Resultados

### Resultados MotoGP

#### Carrera al sprint
| Pos.    | N.º | Piloto                | Equipo                            | Constructor | Vueltas | Tiempo    | Parrilla | Puntos |
| ------- | --- | --------------------- | --------------------------------- | ----------- | ------- | --------- | -------- | ------ |
| 1       | 89  | Jorge Martín          | Prima Pramac Racing               | Ducati      | 13      | 19:13.301 | 1        | 12     |
| 2       | 93  | Marc Márquez          | Gresini Racing MotoGP             | Ducati      | 13      | +1.520    | 2        | 9      |
| 3       | 23  | Enea Bastianini       | Ducati Lenovo Team                | Ducati      | 13      | +4.368    | 10       | 7      |
| 4       | 1   | Francesco Bagnaia     | Ducati Lenovo Team                | Ducati      | 13      | +6.879    | 5        | 6      |
| 5       | 21  | Franco Morbidelli     | Prima Pramac Racing               | Ducati      | 13      | +9.623    | 7        | 5      |
| 6       | 25  | Raúl Fernández        | Trackhouse Racing MotoGP          | Aprilia     | 13      | +15.249   | 6        | 4      |
| 7       | 49  | Fabio Di Giannantonio | Pertamina Enduro VR46 Racing Team | Ducati      | 13      | +15.905   | 12       | 3      |
| 8       | 41  | Aleix Espargaró       | Aprilia Racing                    | Aprilia     | 13      | +19.280   | 20       | 2      |
| 9       | 37  | Augusto Fernández     | Red Bull GASGAS Tech3             | KTM         | 13      | +21.126   | 17       | 1      |
| 10      | 10  | Luca Marini           | Repsol Honda Team                 | Honda       | 13      | +21.194   | 13       |        |
| 11      | 20  | Fabio Quartararo      | Monster Energy Yamaha MotoGP      | Yamaha      | 13      | +21.379   | 19       |        |
| 12      | 42  | Álex Rins             | Monster Energy Yamaha MotoGP      | Yamaha      | 13      | +21.483   | 9        |        |
| 13      | 36  | Joan Mir              | Repsol Honda Team                 | Honda       | 13      | +23.528   | 18       |        |
| 14      | 30  | Takaaki Nakagami      | LCR Honda Idemitsu                | Honda       | 13      | +34.055   | 21       |        |
| 15      | 32  | Lorenzo Savadori      | Trackhouse Racing MotoGP          | Aprilia     | 13      | +38.324   | 22       |        |
| Ret     | 33  | Brad Binder           | Red Bull KTM Factory Racing       | KTM         | 11      | Caída     | 11       |        |
| Ret     | 12  | Maverick Viñales      | Aprilia Racing                    | Aprilia     | 11      | Caída     | 3        |        |
| Ret     | 72  | Marco Bezzecchi       | Pertamina VR46 Racing Team        | Ducati      | 11      | Caída     | 4        |        |
| Ret     | 31  | Pedro Acosta          | Red Bull GASGAS Tech3             | KTM         | 10      | Caída     | 15       |        |
| Ret     | 43  | Jack Miller           | Red Bull KTM Factory Racing       | KTM         | 7       | Caída     | 16       |        |
| Ret     | 73  | Álex Márquez          | Gresini Racing MotoGP             | Ducati      | 5       | Caída     | 8        |        |
| Ret     | 5   | Johann Zarco          | LCR Honda Castrol                 | Honda       | 4       | Caída     | 14       |        |
| Fuente: |     |                       |                                   |             |         |           |          |        |

#### Carrera larga
| Pos.    | N.º | Piloto                | Equipo                            | Constructor | Vueltas | Tiempo    | Parrilla | Puntos |
| ------- | --- | --------------------- | --------------------------------- | ----------- | ------- | --------- | -------- | ------ |
| 1       | 93  | Marc Márquez          | Gresini Racing MotoGP             | Ducati      | 27      | 39:47.702 | 2        | 25     |
| 2       | 89  | Jorge Martín          | Prima Pramac Racing               | Ducati      | 27      | +0.997    | 1        | 20     |
| 3       | 1   | Francesco Bagnaia     | Ducati Lenovo Team                | Ducati      | 27      | +10.100   | 5        | 16     |
| 4       | 49  | Fabio Di Giannantonio | Pertamina Enduro VR46 Racing Team | Ducati      | 27      | +12.997   | 12       | 13     |
| 5       | 23  | Enea Bastianini       | Ducati Lenovo Team                | Ducati      | 27      | +13.310   | 10       | 11     |
| 6       | 21  | Franco Morbidelli     | Prima Pramac Racing               | Ducati      | 27      | +15.434   | 7        | 10     |
| 7       | 33  | Brad Binder           | Red Bull KTM Factory Racing       | KTM         | 27      | +15.450   | 11       | 9      |
| 8       | 12  | Maverick Viñales      | Aprilia Racing                    | Aprilia     | 27      | +16.636   | 3        | 8      |
| 9       | 20  | Fabio Quartararo      | Monster Energy Yamaha MotoGP      | Yamaha      | 27      | +18.757   | 18       | 7      |
| 10      | 25  | Raúl Fernández        | Trackhouse Racing MotoGP          | Aprilia     | 27      | +19.345   | 6        | 6      |
| 11      | 43  | Jack Miller           | Red Bull KTM Factory Racing       | KTM         | 27      | +19.932   | 15       | 5      |
| 12      | 5   | Johann Zarco          | LCR Honda Castrol                 | Honda       | 27      | +20.295   | 14       | 4      |
| 13      | 42  | Álex Rins             | Monster Energy Yamaha MotoGP      | Yamaha      | 27      | +22.210   | 9        | 3      |
| 14      | 10  | Luca Marini           | Repsol Honda Team                 | Honda       | 27      | +24.239   | 13       | 2      |
| 15      | 73  | Álex Márquez          | Gresini Racing MotoGP             | Ducati      | 27      | +24.591   | 8        | 1      |
| 16      | 41  | Aleix Espargaró       | Aprilia Racing                    | Aprilia     | 27      | +30.499   | 19       |        |
| 17      | 37  | Augusto Fernández     | Red Bull GASGAS Tech3             | KTM         | 27      | +30.533   | 16       |        |
| 18      | 30  | Takaaki Nakagami      | LCR Honda Idemitsu                | Honda       | 27      | +30.765   | 21       |        |
| 19      | 72  | Marco Bezzecchi       | Pertamina VR46 Racing Team        | Ducati      | 27      | +45.393   | 4        |        |
| Ret     | 36  | Joan Mir              | Repsol Honda Team                 | Honda       | 25      | Caída     | 17       |        |
| Ret     | 32  | Lorenzo Savadori      | Trackhouse Racing MotoGP          | Aprilia     | 17      | Box       | 20       |        |
| 1.      |     |                       |                                   |             |         |           |          |        |
| Fuente: |     |                       |                                   |             |         |           |          |        |

### Resultados Moto2
| Pos.    | N.º | Piloto                  | Constructor | Vueltas | Tiempo     | Parrilla | Puntos |
| ------- | --- | ----------------------- | ----------- | ------- | ---------- | -------- | ------ |
| 1       | 54  | Fermín Aldeguer         | Boscoscuro  | 23      | 35:08.816  | 1        | 25     |
| 2       | 44  | Arón Canet              | Kalex       | 23      | +0.194     | 2        | 20     |
| 3       | 81  | Senna Agius             | Kalex       | 23      | +7.228     | 13       | 16     |
| 4       | 79  | Ai Ogura                | Boscoscuro  | 23      | +8.385     | 9        | 13     |
| 5       | 10  | Diogo Moreira           | Kalex       | 23      | +8.397     | 7        | 11     |
| 6       | 18  | Manuel González         | Kalex       | 23      | +10.742    | 6        | 10     |
| 7       | 7   | Barry Baltus            | Kalex       | 23      | +10.775    | 5        | 9      |
| 8       | 14  | Tony Arbolino           | Kalex       | 23      | +17.343    | 11       | 8      |
| 9       | 3   | Sergio García           | Boscoscuro  | 23      | +17.591    | 16       | 7      |
| 10      | 24  | Marcos Ramírez          | Kalex       | 23      | +17.721    | 4        | 6      |
| 11      | 52  | Jeremy Alcoba           | Kalex       | 23      | +29.360    | 21       | 5      |
| 12      | 15  | Darryn Binder           | Kalex       | 23      | +29.387    | 15       | 4      |
| 13      | 75  | Albert Arenas           | Kalex       | 23      | +29.864    | 8        | 3      |
| 14      | 12  | Filip Salač             | Kalex       | 23      | +30.077    | 22       | 2      |
| 15      | 34  | Mario Aji               | Kalex       | 23      | +30.465    | 19       | 1      |
| 16      | 28  | Izan Guevara            | Kalex       | 23      | +43.934    | 17       |        |
| 17      | 11  | Álex Escrig             | Forward     | 23      | +43.940    | 23       |        |
| 18      | 29  | Harrison Voight         | Kalex       | 23      | +51.232    | 24       |        |
| 19      | 43  | Xavier Artigas          | Forward     | 23      | +1:15.530  | 27       |        |
| 20      | 20  | Xavier Cardelús         | Kalex       | 23      | +1:22.861  | 26       |        |
| 21      | 53  | Deniz Öncü              | Kalex       | 22      | + 1 vuelta | 20       |        |
| Ret     | 21  | Alonso López            | Boscoscuro  | 20      | Caída      | 3        |        |
| Ret     | 22  | Ayumu Sasaki            | Kalex       | 17      | Caída      | 14       |        |
| Ret     | 5   | Jaume Masiá             | Kalex       | 10      | Caída      | 25       |        |
| Ret     | 84  | Zonta van den Goorbergh | Kalex       | 4       | Caída      | 18       |        |
| Ret     | 96  | Jake Dixon              | Kalex       | 0       | Caída      | 10       |        |
| Ret     | 71  | Dennis Foggia           | Kalex       | 0       | Caída      | 12       |        |
| 1.      |     |                         |             |         |            |          |        |
| Fuente: |     |                         |             |         |            |          |        |

### Resultados Moto3
| Pos.    | N.º | Piloto             | Constructor | Vueltas | Tiempo           | Parrilla | Puntos |
| ------- | --- | ------------------ | ----------- | ------- | ---------------- | -------- | ------ |
| 1       | 80  | David Alonso       | CFMoto      | 21      | 33:49.557        | 10       | 25     |
| 2       | 96  | Daniel Holgado     | Gas Gas     | 21      | +2.936           | 14       | 20     |
| 3       | 31  | Adrián Fernández   | Honda       | 21      | +2.939           | 3        | 16     |
| 4       | 82  | Stefano Nepa       | KTM         | 21      | +2.957           | 6        | 13     |
| 5       | 64  | David Muñoz        | KTM         | 21      | +2.972           | 4        | 11     |
| 6       | 6   | Ryusei Yamanaka    | KTM         | 21      | +3.377           | 11       | 10     |
| 7       | 72  | Taiyo Furusato     | Honda       | 21      | +3.403           | 9        | 9      |
| 8       | 58  | Luca Lunetta       | Honda       | 21      | +3.886           | 12       | 8      |
| 9       | 99  | José Antonio Rueda | KTM         | 21      | +3.908           | 15       | 7      |
| 10      | 36  | Ángel Piqueras     | Honda       | 21      | +3.943           | 8        | 6      |
| 11      | 66  | Joel Kelso         | KTM         | 21      | +4.449           | 7        | 5      |
| 12      | 54  | Riccardo Rossi     | KTM         | 21      | +4.474           | 23       | 4      |
| 13      | 12  | Jacob Roulstone    | Gas Gas     | 21      | +4.478           | 13       | 3      |
| 14      | 18  | Matteo Bertelle    | Honda       | 21      | +5.064           | 18       | 2      |
| 15      | 24  | Tatsuki Suzuki     | Husqvarna   | 21      | +12.446          | 17       | 1      |
| 16      | 78  | Joel Esteban       | CFMoto      | 21      | +30.578          | 21       |        |
| 17      | 85  | Xabier Zurutuza    | KTM         | 21      | +30.611          | 22       |        |
| 18      | 95  | Collin Veijer      | Husqvarna   | 21      | +39.310          | 2        |        |
| 19      | 8   | Eddie O’Shea       | Honda       | 21      | +39.925          | 25       |        |
| 20      | 5   | Tatchakorn Buasri  | Honda       | 21      | +50.895          | 26       |        |
| 21      | 55  | Noah Dettwiler     | KTM         | 21      | +50.907          | 24       |        |
| 22      | 19  | Scott Ogden        | Honda       | 20      | + 1 vuelta       | 5        |        |
| Ret     | 48  | Iván Ortolá        | KTM         | 11      | Caída            | 1        |        |
| Ret     | 22  | David Almansa      | Honda       | 11      | Problema técnico | 20       |        |
| Ret     | 10  | Nicola Carraro     | KTM         | 6       | Caída            | 19       |        |
| Ret     | 7   | Filippo Farioli    | Honda       | 3       | Caída            | 16       |        |
| Fuente: |     |                    |             |         |                  |          |        |